# Special Olympics Nippon
Special Olympics Nippon (スペシャルオリンピックス日本) ist der japanische Verband von Special Olympics International mit Sitz in Tokio. Ziel des Verbandes ist es, das ganze Jahr über Sport für geistig beeinträchtigte Kinder und Erwachsene anzubieten, damit sie körperlich fit sind, ihren Mut zeigen können und Freundschaften zu anderen Athleten und Mitgliedern ihrer Gemeinden knüpfen können. Außerdem betreut der Verband die japanischen Athletinnen und Athleten bei den nationalen und internationalen Special Olympics Wettkämpfen, er ist gemeinnützig und wird durch die Arbeit von Freiwilligen und durch Spenden betrieben. 

## Geschichte
Special Olympics Japan wurde 1980 gegründet und änderte seinen offiziellen englischen Namen 1994 in Special Olympics Nippon. 2005 richtete Special Olympics Nippon als erster Sportverband in einem asiatischen Land internationale Wettkämpfe für geistig beeinträchtigte Athletinnen und Athleten aus. Die Special Olympics Winter Games fanden in Nagano in den Anlagen, die für die Paralympischen Winterspiele 1998 gebaut worden waren, statt. Es nahmen 1800 Athletinnen und Athleten sowie 650 Trainer aus 80 Ländern teil. Die Veranstaltung wurde von vielen Zuschauern, Freunden und Familienmitgliedern der Teilnehmenden verfolgt. Sechs Monate vorher begann ein Fackellauf durch 47 Präfekturen Japans, um auf die Special Olympics World Winter Games aufmerksam zu machen.
Ein großer Sponsor von Special Olympics Nippon ist seit 2016 der japanische Autohersteller Toyota, der seit 2018 auch Special Olympics International unterstützt. Neben dem Engagement der Firma nehmen auch Angestellte des Unternehmens als Freiwillige an lokalen Special Olympics Veranstaltungen teil.

## Aktivitäten
Im Jahr 2015 waren beim Verband 8648 Athletinnen und Athleten sowie 4656 Trainer registriert. Special Olympics Nippon bietet folgende Sportarten an: Alpinski, Badminton, Basketball, Boccia, Bowling, Eiskunstlauf, Floor Hockey, Flying Disc, Fußball, Golf, Gymnastik, Judo, Leichtathletik, Radsport, Reiten, Roller Skating, Schneeschuhlaufen, Schwimmen, Skilanglauf, Snowboarding, Softball, Tischtennis, Tennis und Volleyball.
Der Verband nimmt an mehreren Programmen von Special Olympics International teil, nämlich an Unified Sports, Unified Schools, Healthy Athletes und Athlete Leadership.

### Teilnahme an vergangenen Weltspielen

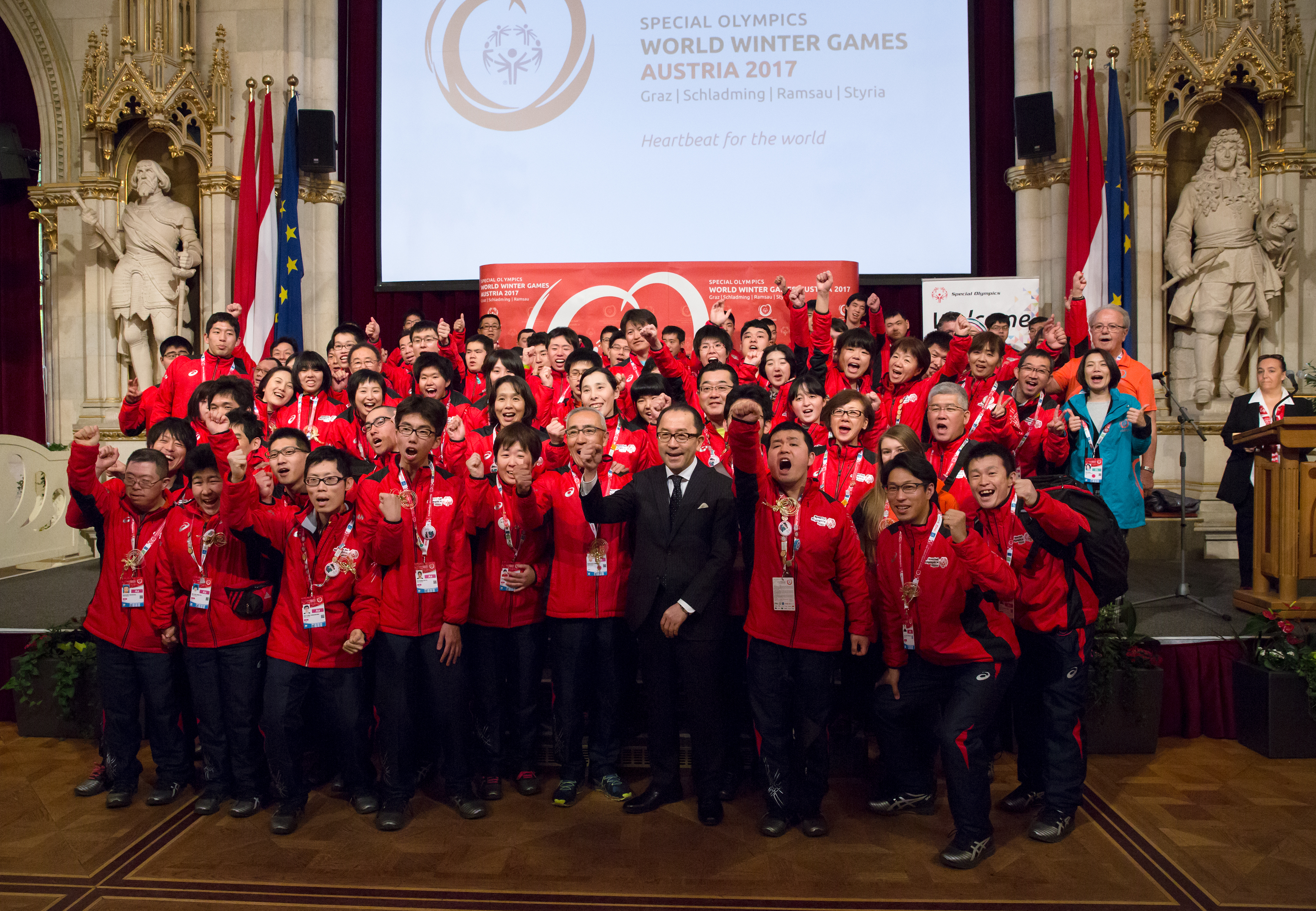
Empfang vom Team Special Olympics Nippon in Österreich für die Special Olympics World Winter Games 2017

- 2005 Special Olympics World Winter Games, Nagano, Japan
- 2007 Special Olympics World Summer Games, Shanghai, China
- 2009 Special Olympics World Winter Games, Boise, USA
- 2011 Special Olympics World Summer Games, Athen, Griechenland
- 2013 Special Olympics World Winter Games, PyeongChang, Südkorea
- 2015 Special Olympics World Summer Games, Los Angeles, USA
- 2017 Special Olympics World Winter Games, Graz-Schladming-Ramsau, Österreich (54 Athletinnen und Athleten)
- 2019 Special Olympics, World Summer Games, Abu Dhabi, Vereinigte Arabische Emirate (75 Athletinnen und Athleten)[3]
- 2025 Special Olympics World Winter Games, Turin, Italien (32 Athletinnen  und Athleten)[4]

### Teilnahme an den Special Olympics World Summer Games 2023 in Berlin

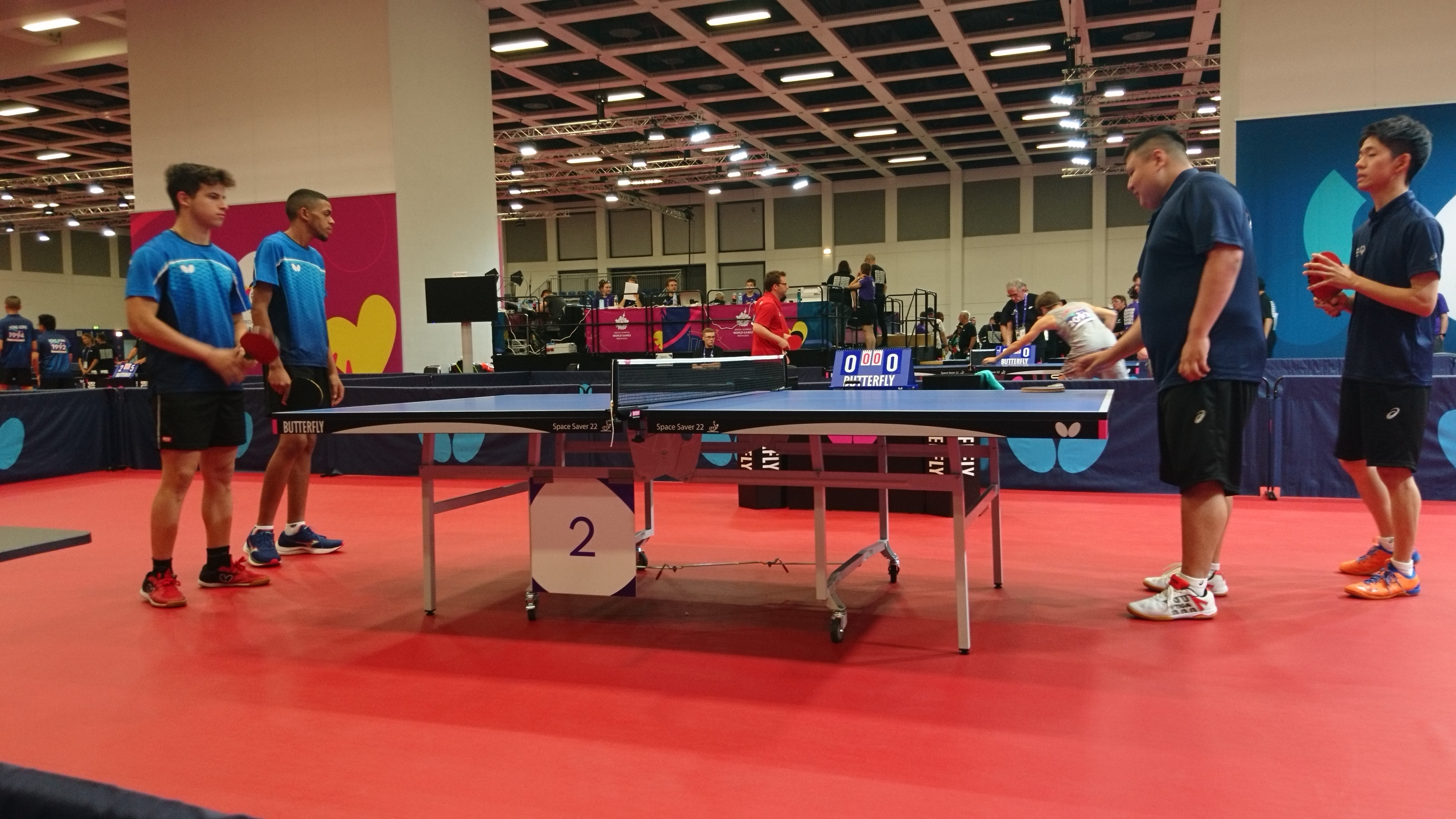
2023 Special Olympics World Summer Games Tischtennisdoppel Herren Special Olympics Puerto Rico und Special Olympics Japan.jpg

Der Verband Special Olympics Nippon nahm an den Special Olympics World Summer Games 2023 in Berlin teil. Die Delegation wurde vor den Spielen im Rahmen des Host Town Programs von Mönchengladbach betreut, sie bestand aus 75 Personen, 36 von ihnen waren Athleten. Das Team gewann bei diesen Weltspielen acht Gold-, acht Silber- und zehn Bronzemedaillen.